# Schima multibracteata
Schima multibracteata är en tvåhjärtbladig växtart som beskrevs av Ho Tseng Chang. Schima multibracteata ingår i släktet Schima och familjen Theaceae. Inga underarter finns listade i Catalogue of Life.